# Autogobierno local
El autogobierno local o autonomía local es una forma de administración pública, en la que los habitantes de un cierto territorio forman una comunidad que es reconocida por el gobierno central con un determinado estatus legal, que posee capacidad para gestionar por sí sola determinados servicios públicos y, en muchos casos, para establecer normas y órdenes vinculantes para terceros, sin que el poder central intervenga directamente sobre las decisiones que la comunidad tome.
El autogobierno local es un subtipo de gobierno local. La autonomía local se caracteriza por ser ejercida siempre de forma autónoma mediante descentralización, mientras que el gobierno local en general puede ejercerse tanto de forma descentralizada como mediante órganos de desconcentración administrativa de organismos ajenos al territorio.

## Características básicas
Aunque su regulación concreta varía dependiendo de la jurisdicción, la autonomía local se basa en tres principios básicos, que la diferencian de otras formas de administración del territorio:
- Garantía institucional: la constitución del país o un tratado internacional protegen la existencia de esta autonomía, de forma que el poder legislativo no puede suprimirla por completo; en caso de que esta garantía no existiese, se estaría de facto ante un caso de gobierno local mediante desconcentración administrativa, en el que el gobierno central podría anular libremente la voluntad local.
- Atribución de competencias: las comunidades con autogobierno local tienen derecho a la defensa de todo lo que afecte a sus intereses, pero no son independientes, ya que solamente pueden ejercer sus potestades dentro de las competencias que el poder legislativo les atribuya o les permita atribuirse. Por tanto, no hay soberanía, aunque sí autogobierno.
- Doble responsabilidad: los gestores locales deben rendir cuentas de sus actuaciones tanto ante la comunidad a la que representan como ante la ley, debiendo velar por el beneficio de sus habitantes al mismo tiempo que tienen el deber de impedir cualquier infracción al ordenamiento jurídico. La responsabilidad ante la comunidad la diferencia de la desconcentración administrativa, en el que el ente desconcentrado depende de órdenes ajenas al territorio y puede no primar los intereses territoriales. Pero, al mismo tiempo, la potestad de hacer cumplir la ley frente a terceros (autotutela) lo distingue de una entidad privada.

## Autogobierno local en Europa
Desde 1985, en los países que forman el Consejo de Europa, existe un tratado internacional llamado Carta Europea de la Autonomía Local, que obliga a los países firmantes a respetar la existencia de autogobiernos locales en sus territorios, en base a los principios de democracia y subsidiariedad.